# Ludong
Ludong (kinesiska: 禄峒乡, 禄峒) är en socken i Kina. Den ligger i den autonoma regionen Guangxi, i den södra delen av landet, omkring 210 kilometer väster om regionhuvudstaden Nanning. Antalet invånare är 38655. Befolkningen består av 18 272 kvinnor och 20 383 män. Barn under 15 år utgör 22,0 %, vuxna 15-64 år 64 %, och äldre över 65 år 12,0 %.
Genomsnittlig årsnederbörd är 1 665 millimeter. Den regnigaste månaden är juni, med i genomsnitt 338 mm nederbörd, och den torraste är februari, med 19 mm nederbörd.